# قائمة محطات مترو أنفاق مدريد
هذه قائمة بمحطات مترو أنفاق مدريد:
- أبرانتيس
- أكاسياس
- ألكوركون سينترال
- ألونزو كانو
- ألونزو دي ميندوزا
- ألونزو مارتينيز
- ألتو دي إكستريمادورا
- ألتو ديل أرينال
- ألوشي
- ألفارادو
- أنتون مارتين
- أنتونيو ماكادو
- أرغاندا ديل ري
- أرغويلز
- أرويو كوليبرو
- أرتيليروس
- أرتورو سوريا
- أسكاو
- أتوشا
- أتوشا رينفي
- أفينيدا دي أميريكا
- أفينيدا دي لا إيلوستراسيون
- أفينيدا دي لا باز
- أفياسيون إسبانيولا
- بانكو دي إسبانيا
- باراخاس
- باريو دي لا كونسيبسيون
- باريو ديل بيلار
- بيغونيا
- بيلباو
- بوينوس آيرس
- كالاو
- كامبامينتو
- كامبو دي لاس ناسيونيس
- كانال
- كانيلاس
- كانيليخاس
- كارابانكيل
- كارابانكيل ألتو
- كاربيتانا
- كازا دي كامبو
- كازا ديل ريلوخ
- كامارتين
- تشويكا
- سويداد لينيال
- كولومبيا
- كولونيا خاردين
- كونتشا إسبينا
- كوند دي كازال
- كونغوستو
- كونسيرفاتوريو
- كروز ديل رايو
- كواترو كامينوس
- كواترو فيينتوس
- ديليسياس
- دييغو دي ليون
- دوك دي باسترانا
- إل بيرسيال
- إل كابريكو
- إل كارمين
- إل كاراسكال
- إل كازار
- إمباخادوريس
- إمبالم
- إسبيرانزا
- إستريلا
- يوجينيا دي مونتيخو
- فرانسيسكو دي غويا
- فرانسيسكو دي كويفيدو
- فرانكوس رودريغيز
- فوينكارال
- فوينلابرادا سينترال
- غارسيا نوبلخاس
- غيتاف سينترال
- غران فيا
- غريغوريو مارانيون
- غوزمان إل بوينو
- هوسبيتال دي فوينلابرادا
- هوسبيتال دي موستوليس
- هوسبيتال سيفيرو أوتشوا
- آيبيثا
- إغليسيا
- خواكوين فيلومبراليس
- خوان دي لا سييرفا
- خوليان بيستييرو، غليسيان إنتيليكتوال
- لا لاتينا
- لا بيسيتا
- لا بوفيدا
- لاكوما
- لاغو
- لاغونا
- لاس موساس
- لاس فينتاس
- لافابييس
- ليغانيس سينترال
- ليغازبي
- ليوبولدو أودونيل
- ليستا
- لورانكا
- لوس إسبارتاليس
- لوسيرو
- مانويل بيسيرا
- مانويلا مالاسانيا
- مار دي كريستال
- ماركيس دي فاديلو
- مينديز ألفارو
- ميتروبوليتانو
- ميغيل هيرنانديز
- مونكلوا
- موستوليس سينترال
- نوفيسيادو
- نويفا نومانسيا
- نويفوس مينيستيريوس
- أوبانييل
- أوبورتو
- باسيفيك أوسيان
- باسيفيكو
- بالوس دي لا فرونتيرا
- بان بينديتو
- بارك دي لاس أفينيداس
- بارك دي لوس إستادوس
- بارك دي سانتا ماريا
- بارك يوروبا
- بارك ويست
- بافونيس
- بينياغراند
- بيراميديس
- بلازا دي كاستيلا
- بلازا دي كولون
- بلازا إليبتيكا
- بورتازغو
- براديلو
- برينسيب دي فيرغارا
- برينسيب بيو
- بروسبيريداد
- بويبلو نوفو
- بوينتي دي فاليكاس
- بويرتا دي أرغاندا
- بويرتا دي توليدو
- بويرتا ديل أنخيل
- كوينتانا
- ريبوبليكا أرجينتينا
- ريوس روزاس
- ريفاس أوربانيتساسيونيس
- ريفاس فاسيامدريد
- روبين داريو
- سينز دي باراندا
- سان برناردو
- سان بلاس
- سان سيبريانو
- سان فرانسيسكو
- سان نيكاسيو
- سانتو دومينغو
- سيرانو
- سييرا دي غوادالوبي
- سيمانكاس
- سترايت أوف جيبرالتار
- سوانزيس
- تيرسو دي مولينا
- توري آرياس
- تريبيونال
- يونيفيرسيداد ري خوان كارلوس
- أورخيل
- أوسيرا
- فالدياسيديراس
- فالديبيرناردو
- فالديزارتسا
- فينتيلا
- فينتورا رودريغيز
- فيكالفارو
- فيلا دي فاليكاس
- فيناتيروس
- فيزتا أليغري
- أيروبويرتو
- ألاميدا دي أوسونا
- آلفونزو الثالث عشر
- أميريكا
- آرغويليس
- باتان
- كارتاخينا
- كاستيلا
- سيوداد يونيفيرسيتاريا
- كوزكو
- هيريرا أوريا، آفتر ذا كاردينال
- إيسلاس فيليبيناس
- ليزبوا
- مينينديز بيلايو
- نونيز دي بالبوا
- أوبيرا
- بيو الثاني عشر
- بيتيس
- بلازا دي إسبانيا
- بويرتا ديل سور
- ريتيرو
- سان لورينزو
- سانتياغو بيرنابيو
- سيفيلا
- تيتوان
- فيلازكويز
- فينتاس